# Пирролины
Пирролины (дигидропирролы) - органические вещества класса гетероциклов, пятичленные циклы с одной двойной связью и одним атомом азота.

## Получение
- Гидрированием пиррола.

## Нахождение в природе
- Пирролиновый цикл входит в состав антибиотика Тиенамицина.

## Изомерия
Существует три изомерных пирролина:
|            |            |            |
|            |            |            |
| 1-Пирролин | 2-Пирролин | 3-Пирролин |